# Port lotniczy Ajn Salih
Port lotniczy Ajn Salih (IATA: INZ, ICAO: DAUI) – port lotniczy położony w Ajn Salih, w prowincji Tamanrasset, w Algierii.

## Kierunki lotów i linie lotnicze
| Linia Lotnicza   | Kierunek                               |
| ---------------- | -------------------------------------- |
| Air Algerie      | 1. Algier 2. Hasi Masud 3. Tamanrasset |
| Tassili Airlines | 1. Algier 2. Tamanrasset               |